# Franz Xaver Gaul
Franz Xaver Dominik Georg Gaul (geboren 27. Juli 1837 in Margareten, Vorstadt von Wien; gestorben 3. Juli 1906 in Wien, Österreich-Ungarn) war ein österreichischer Maler und Kostümbildner.

## Leben

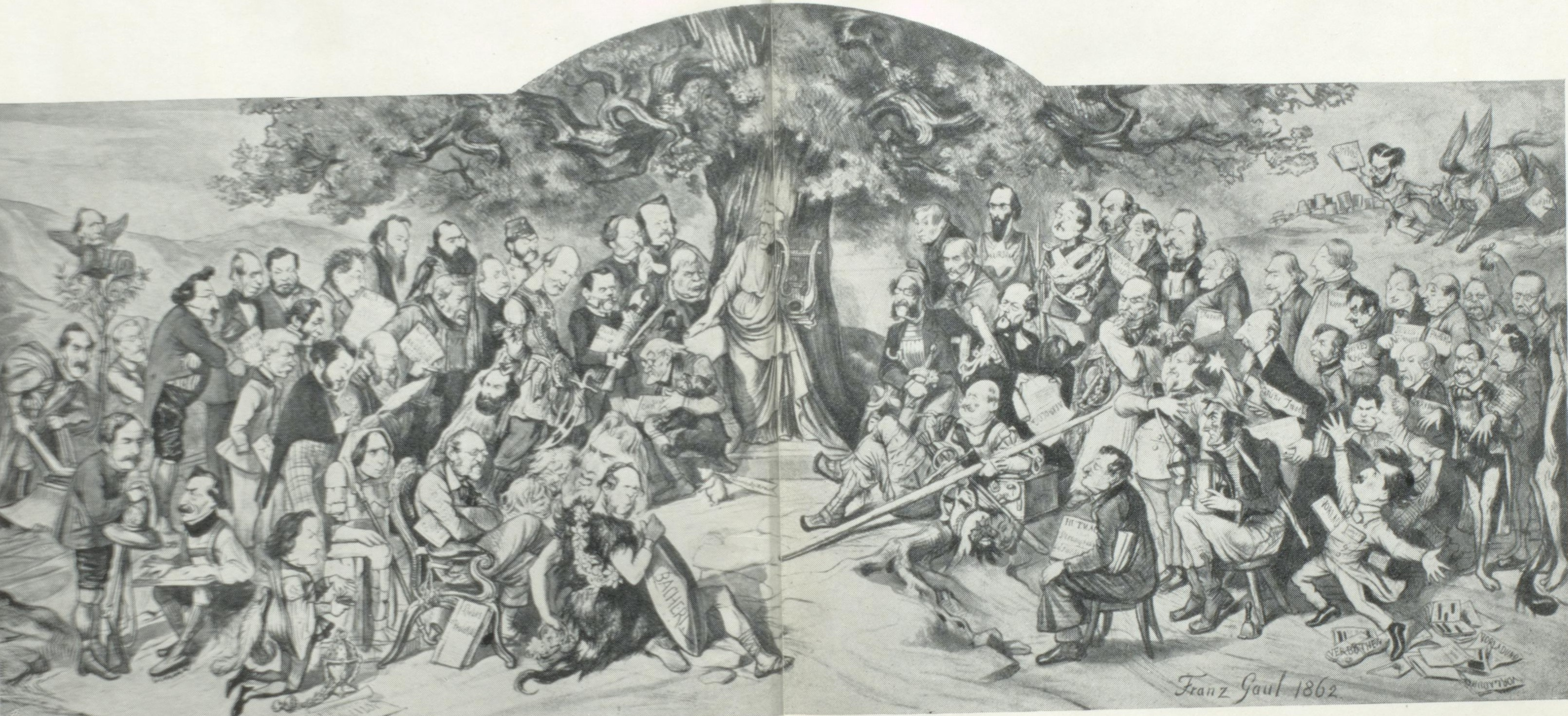
Franz Gaul: Der österreichische Parnass 1862

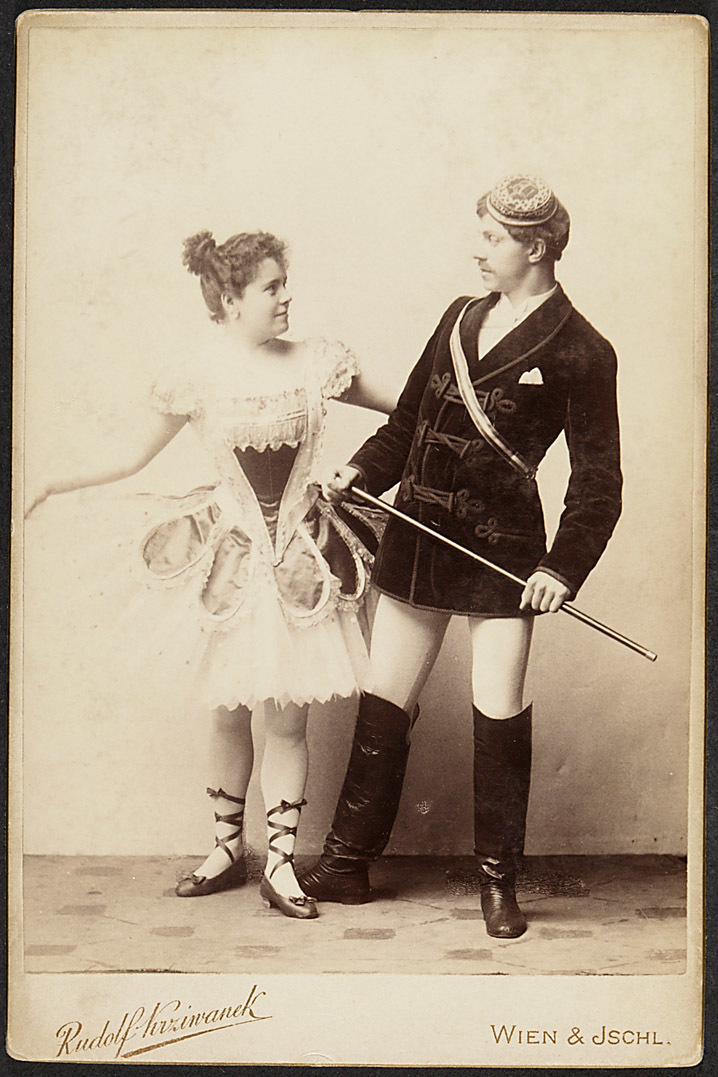
Wilhelmine Rathner und Carl Godlewski in Kostümen Gauls (1894)

Franz Gaul war ein Sohn des Medailleurs Franz Gaul und Bruder des Malers Gustav Gaul. Gaul studierte ab 1850 an der Akademie der bildenden Künste Wien und war Meisterschüler für Historien- und Genremalerei bei Christian Ruben. Zusammen mit seinem Bruder machte er 1856 die obligatorische Grand Tour für Maler nach Dresden, Oberitalien, in die Niederlande und nach Frankreich. Einen ersten Ruf erwarb er sich durch Karikaturen. Gaul war Sammler von Kostümen und Kostümbüchern und schuf 1858 für das Hoftheater das  Ludwig-Löbe-Gedächtnisalbum. Für die mit ihm befreundete Schauspielerin Charlotte Wolter zeichnete er ebenfalls ein Album. 1868 wurde er Kostümmaler der beiden Hoftheater und von 1879 bis 1900 war er technischer Oberinspektor und Vorstand des Ausstattungswesens der Hofoper. 1869 wurde er in die Künstlervereinigung Wiener Künstlerhaus aufgenommen.
Gaul stattete Theaterstücke aus, schrieb Libretti für Ausstattungsballette und Szenarien für Festspiele, darunter Sonne und Erde (1889), Tanzmärchen und Vater Radetzky,  mit Louis Frappart Wiener Walzer sowie als Glanzstück gemeinsam mit Joseph Haßreiter und dem Komponisten Josef Bayer Die Puppenfee (1888).
Bei der Versteigerung der Aquarelle, Zeichnungen und Skizzen aus seinem Nachlass wurden
circa 300 Porträtblätter von Persönlichkeiten des Theaters, rund 2500 Kostümstudien und etwa 1000 Figurenskizzen gezählt.

Figurinen
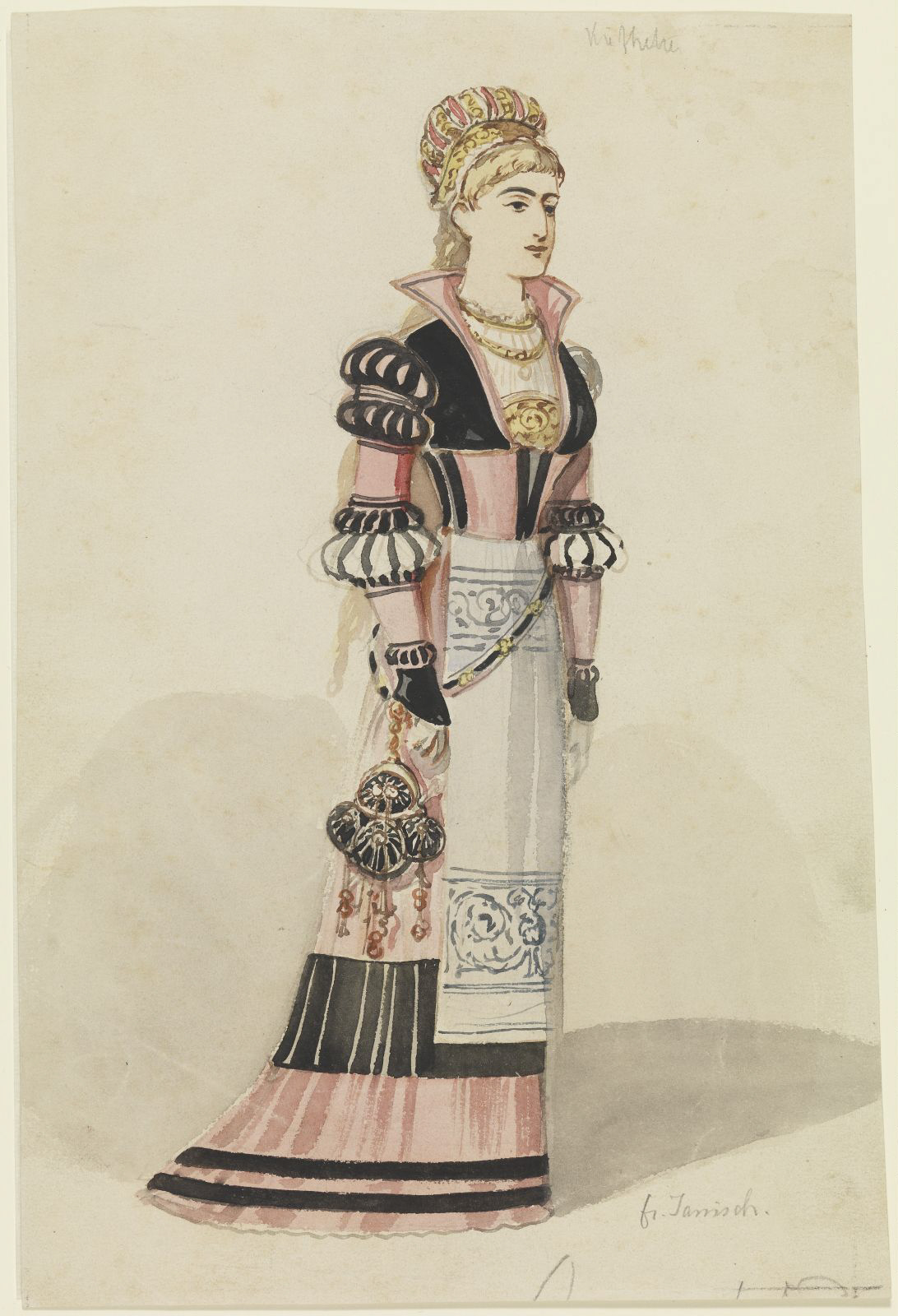
Käthchen von Heilbronn
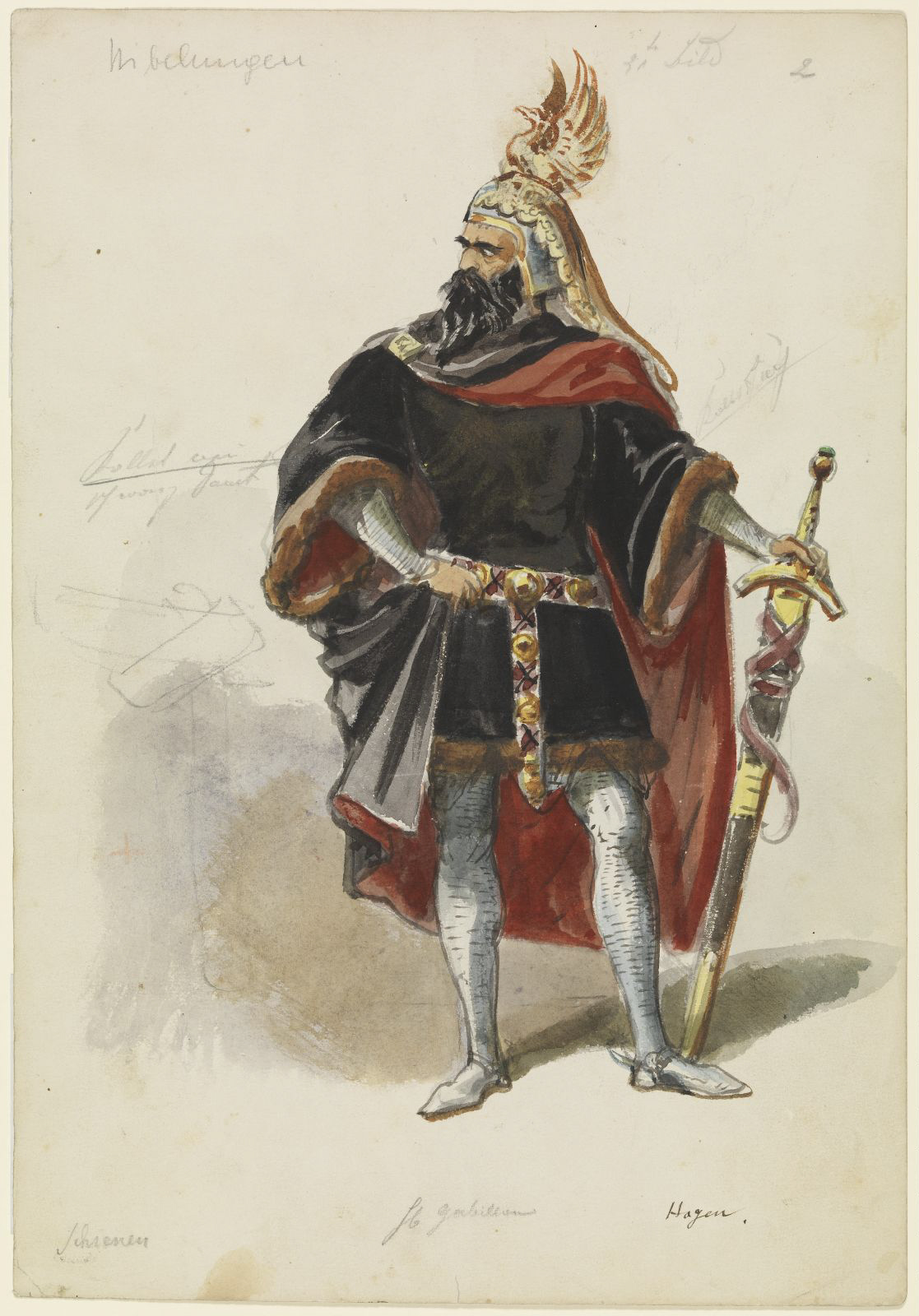
Hagen in Die Nibelungen
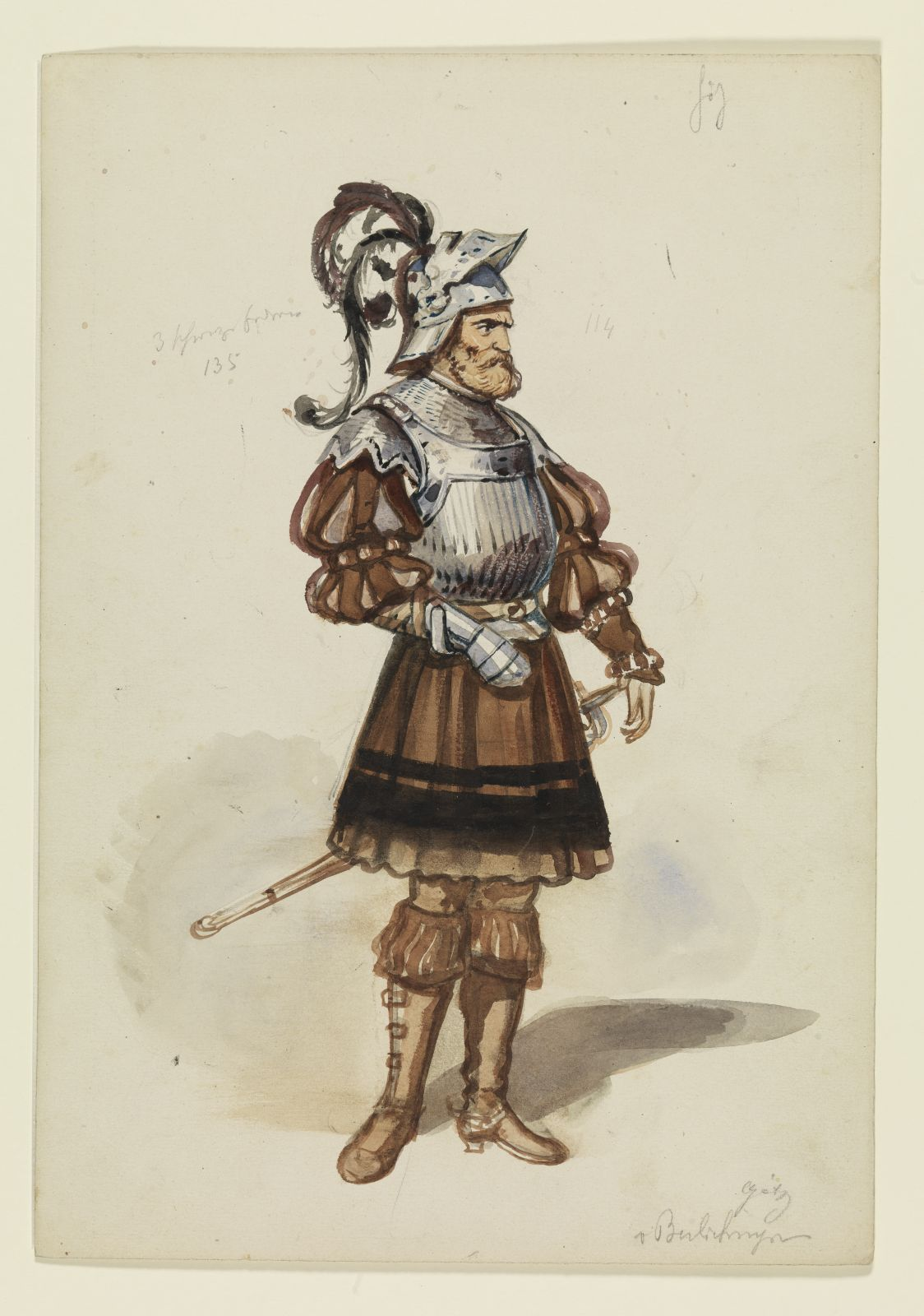
Götz von Berlichingen
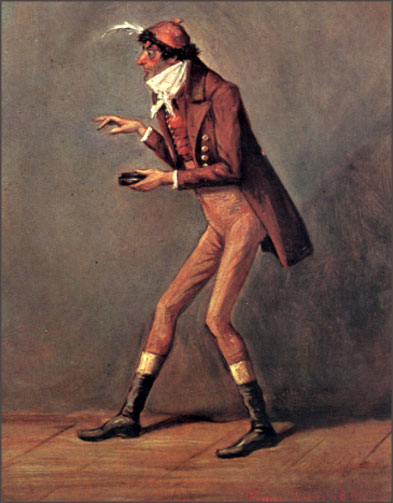
Nestroy als Tratschmiedl (1866)

## Werke (Auswahl)
- (Hrsg.): Österreich-ungarische Nationaltrachten, 1881–86
- Ingrid Wambsganz: Franz Gaul : (1837–1906) Figurinen für die Wiener Theater ; Begleitpublikation zur Ausstellung "Theaterdonner" im Germanischen Nationalmuseum 19.12.2002 – 23.3.2003. Nürnberg : Verl. des Germanischen Nationalmuseums, 2002

Ballettlibretti
- Wiener Walzer (1885)
- Die goldene Märchenstadt (1893)
- Rund um Wien (1894)